# Paul Mitchell
Paul Mitchell (født Cyril Thomson Mitchell, 27. januar 1936-21. april 1989) var en skotsk-amerikansk frisør og medstifter af hårplejeproduktet John Paul Mitchell Systems i 1980.

## Opvækst
Mitchell blev født 1936 i Carnwath i Skotland. Moderen Jenny var byens første frisør. Selv var han meget stolt over sine skotske rødder, og var efter sigende "en skotte helt igennem". Familien flyttede til London i 1939. Her påbegyndte han sin uddannelse som sølvsmed, men erkendte hurtigt, at han ville følge i sin mors fodspor. Som 16-årig blev han indskrevet på Morris School of Hairdressing i Londons West End.

## Karriere
Som bare 18-årig havde han vundet flere frisørkonkurrencer. Mitchell startede hos den kendte frisør på Park Lane i Mayfair. Det var her, Cyril Thomson Mitchell skiftede navn til Paul Mitchell.
Hans karriere tog for alvor fat, da han startede hos frisør Vidal Sasoon i 1960'erne. I 1965 åbnede Sasoon i salon i USA, hvor Paul Mitchell blev hyret til at fremføre et større modeshow på RMS Queen Elizabeth, som sejlede til New York City. Mitchell skulle forblive i New York og undervise personalet.
Paul Mitchell forlod Vidal i 1967 og startede på Henri Bendels salon på 5th Avenue. Den ene succes førte til den anden, og de åbnede filialer i Boston, Chicago, Dallas og Philadelphia med Mitchell i spidsen og som underviser.
I 1971 tog Mitchell en pause fra frisørfaget, inden han åbnede sin egen salon, Superhair, i New York året efter. I 1974 solgte han salonen og flyttede til Hawaii. Her opdagede han en vildtvoksende plante, som de indfødte brugte i håret: Denne plante, Awapuhi, udgjorde senere grundlaget for at starte en ny hårproduktserie.
Senere i 1970'erne startede han landsdækkende frisørseminarer i hele USA. De største magasiner gjorde ofte brug af Paul Mitchell, til deres forsider. I 1980 allierede Paul Mitchell sig med sin gode ven John Paul DeJoria. Sammen startede de hårproduktet John Paul Mitchell System.

## Privat
Mitchell blev gift med Jolina Zandueta Wyrzykowski, en amerikansk fotomodel og skuespillerinde med polsk-filippinske rødder. Deres eneste barn, Angus Mitchell, blev født i 1970.
Den 18. juli 1988 blev Mitchell diagnosticeret med bugspytkirtelkræft. Han døde i 1989 i en alder af 53 år. Paul Mitchell er begravet på sin ejendom på Big Island.